# Пропорциональная избирательная система
Пропорциона́льная избира́тельная систе́ма — одна из разновидностей избирательных систем, применяемых на выборах в представительные органы. При проведении выборов по пропорциональной системе депутатские мандаты распределяются между списками кандидатов пропорционально голосам, поданным за списки кандидатов. Существует в Австрии, Армении, Бельгии, Венгрии, Греции, Дании, Исландии, Испании, Италии, Латвии, Литве, Люксембурге, Мальте, Нидерландах, Норвегии, Польше, Португалии, Словакии, Словении, Финляндии, Хорватии, Чехии, Швейцарии, Швеции, Эстонии. Существовала в Германии в 1919—1933 гг., в ГДР в 1989—1990 гг., Франции в 1945—1956 и 1986 гг. В России пропорциональная избирательная система применялась на выборах во Всероссийское учредительное собрание, на выборах в Государственную думу (с 2007 года по 2011 год), а также во многих субъектах РФ и муниципальных образованиях.

## История
В истории до XX века институт выборов существовал сугубо в мажоритарной форме. Впервые выборы по партийным спискам были учреждены в 1899 году в Бельгии, сменив мажоритарную систему в два тура; в 1906 году они пришли на смену сословным выборам в Финляндии; в 1909 году на смену цензовым выборам в Швеции; в 1919 году на смену выборам по одномандатным округам в два тура в Германии, Австрии, Италии; в 1921 году на смену сословным выборам в Латвии и Эстонии; на смену выборам по одномандатным округам в один тур в Дании и Норвегии; затем введены в Польше, Литве и Чехословакии.

### Объяснения введения пропорционального представительства
Вопрос о том, почему те или иные страны вводят пропорциональную избирательную систему или перешли на неё с мажоритарной системы, стал предметом активного изучения в сравнительной политологии.
Одной из наиболее авторитетных объяснительных схем стала теория, предложенная Стейном Рокканом, также известная, как гипотеза Роккана (англ. Rokkan hypothesis). Роккан утверждал, что пропорциональное представительство вводилось в результате «давления как снизу, так и сверху». С одной стороны, рабочий класс требовал представления в законодательных органах. С другой стороны, старые партии в условиях введения всеобщего избирательного права рисковали потерять возможность приходить к власти в результате электорального соревнования с социалистическими или социал-демократическими партиями.
Гипотеза Роккана объясняет особенности конкретного исторического периода, конца XIX—начала XX вв., когда расширялись избирательные права и левые партии начали проходить в парламенты европейских стран. В 1990-е для объяснения особенностей конституционного дизайна стран ОВД, в которых прошли революции, а за ними — политическая либерализация и первые конкурентные выборы (на примере Чехословакии, Польши и Венгрии), Аренд Лейпхарт обнаружил дополнительные факторы, способствующие выбору пропорционального представительства:
1. Легитимность правящих партий (ПОРП, ВСРП, КПЧ) и их способность участвовать в переговорах о новых избирательных правилах.
2. Ожидания правящих партий по поводу их электорального будущего.
3. Доверие граждан к выборам через партийные списки[3].

## Различные системы пропорционального представительства
Существуют различные методы реализации пропорционального представительства, которые позволяют добиться либо большей пропорциональности, либо в большей степени дают определённый результат выборов.

### Партийные списки в многомандатных избирательных округах
Каждая из участвующих в выборах партий располагает своих кандидатов в партийном списке в порядке предпочтения.
В России данная система использовалась с 2007 по 2011 гг. при выборах в Государственную Думу: депутаты избираются по федеральному избирательному округу пропорционально числу голосов, поданных за федеральные списки кандидатов, при этом федеральный избирательный округ включает в себя всю территорию Российской Федерации.

### Разновидности
- Пропорциональная система с открытыми списками (избиратель может выбрать не только партию, но и предпочтительных для себя кандидатов от неё) — Бельгия, Нидерланды, Люксембург, Дания, Швеция, Норвегия, Исландия, Финляндия, Австрия, Швейцария, Греция, Польша, Словакия, Словения, Хорватия, Латвия, Эстония, Босния и Герцеговина.
- Пропорциональная система с закрытыми списками — Италия, Испания, Португалия, Черногория, Македония, Сербия, Израиль, Албания, Турция.

В зависимости от способа распределения мест:
- Метод д'Ондта — Бельгия, Нидерланды, Дания, Исландия, Финляндия, Австрия, Испания, Португалия, Польша, Чехия, Венгрия, Словения, Эстония, Хорватия, Румыния, Черногория, Сербия, Македония, Болгария, Албания, Турция, Израиль.
- Метод Сент-Лагю — Швеция, Норвегия, Латвия, Босния и Герцеговина.

В зависимости от наличия процентного барьера:
- С процентным барьером — Италия с 2005 г., Дания с 1961 года, Швеция с 1968 года, Норвегия с 2001 года, Исландия, Нидерланды, Польша с 1993 года, Чехия, Словакия, Эстония с 1992 года (применяется с XXI века);

- Без процентного барьера — Германия в 1919—1933 гг., Италия в 1947—1993 гг., Финляндия, Дания в 1920—1961 гг., Швеция в 1909—1968 гг., Норвегия 1920—2001 гг., Польша в 1920—1926 гг., Чехословакия в 1920—1938 гг.

В зависимости от избирательных округов:
- Выборы по единому многомандатному избирательному округу — Россия, Израиль.
- Выборы по множеству многомандатных избирательных округов — Германия в 1919—1933 гг., Австрия, Польша, Чехия, Швеция, Финляндия, Дания, Норвегия, Бельгия.

В зависимости от наличия избирательных блоков:
- Избирательные блоки разрешены — Финляндия, Германия в 1919—1933 гг., Польша.
- Избирательные блоки запрещены — Франция в 1946—1951 гг.

### Система выборов по партийным спискам с дополнительными одномандатными округами
Эта система выборов объединяет две системы — пропорционального представительства и одномандатных округов. Такая «гибридная» система имеет определённые преимущества в странах с большим населением, так как позволяет соблюдать баланс между местными или общенациональными интересами. Эта «смешанная система» также используются в странах, где население неоднородно и живёт в разнообразных географических, социальных, культурных и экономических условиях. 

### Один «передаваемый» голос за нескольких кандидатов в многомандатных избирательных округах
Этот метод пропорционального представительства использует систему «предпочтения» избирателей. Каждый избиратель голосует за двух или более кандидатов. В результате избирается больше кандидатов, чем имеется вакантных мест. Чтобы победить при такой системе успешный кандидат должен набрать минимальную квоту голосов. Эта квота определяется делением общего количества поданных голосов на количество вакантных мест плюс одно место. Например, если имеется девять вакантных мест, то все поданные голоса делятся на десять (9+1), и кандидаты, набравшие этот минимум голосов, занимают вакансии. На практике лишь в немногих случаях распределение вакансий происходит после первого подсчёта голосов.
При втором подсчёте голосов, голоса, поданные за кандидатов, сверх минимальной квоты автоматически «передаются» другим избранным кандидатам, и те, таким образом, получают необходимую квоту голосов, чтобы занять вакансию. При другом способе подсчёта голоса, поданные за кандидатов, набравших голосов меньше всех, «передаются» кандидату, идущему первым по числу поданных голосов среди кандидатов не набравших квоту и, таким образом, он получают необходимую квоту.
Этот процесс подсчёта голосов продолжается, пока все имеющиеся вакансии не будут заполнены. Несмотря на то, что такой процесс подсчёта голосов и определения победителей выборов относительно сложен, большинство избирателей находят по крайней мере одного из своих кандидатов фактически избранным. Эта система применяется в Австралии при выборах в сенат и в палату представителей Тасмании и Австралийского столичного округа и выборах в Законодательные советы штатов Новый Южный Уэльс, Южная Австралия, Западная Австралия и Виктория. Она также используется в Шотландии, Ирландии, Северной Ирландии, и на Мальте при выборах в местные органы власти, а также в отдельных округах в Новой Зеландии.

## Достоинства и недостатки пропорциональной системы

### Достоинства
- Система пропорционального представительства позволяет каждой политической партии получить количество мандатов, соответствующее её популярности в электорате и поэтому результаты выборов воспринимаются населением как более легитимные.
- При низком процентном барьере даже малые группы избирателей могут рассчитывать на мандаты для своих представителей, что может выглядеть более демократичным, чем мажоритарная система.
- При этой системе избиратели более склонны голосовать за кандидатов, близких к их собственным взглядам, а не за кандидатов, имеющих больше шансов быть избранными.
- В этой системе меньше вероятность попадания в парламент ставленников неблаговидных лоббистских структур, скрытое влияние которых более весомо на выборах в отдельных мажоритарных округах.
- Пропорциональная система при открытых списках позволяет голосующим выбирать и политическую партию, и кандидата, таким образом уменьшая влияние партийного руководства на персональный состав своей фракции в парламенте.

### Недостатки
- В парламентской демократии правительство формирует та партия, которая преобладает в парламенте. При пропорциональной системе выборов более, чем при мажоритарной, вероятно, что ни у одной из партий не будет абсолютного большинства, и потребуется сформировать коалиционное правительство. Коалиционное же правительство, если оно состоит из идеологических противников, будет неустойчивым и будет не в состоянии провести какие-либо крупные реформы.
- Пропорциональная избирательная система гораздо больше, чем мажоритарная, способствует формированию системы с доминирующей партией или «партией власти». Однако в некоторых её видах (в частности, в биномиальной системе) эта вероятность блокируется.
- При закрытых списках возможно использование «технологии паровоза», когда во главу избирательного списка ставятся популярные личности, которые затем отказываются от своих мандатов, в результате чего в парламент попадают никому не известные личности из конца списка («вагоны»).
- Если партийные списки «закрытые» и избиратели голосуют за весь список, то ослабевает связь между избирателями и их выборными представителями. Эта проблема не возникает в случае «открытых» партийных списков.
- «Закрытые» партийные списки дают бо́льшую власть партийным лидерам, которые определяют очерёдность кандидатов в списке партии, и это может привести к диктатуре внутри партии, а также к торговле местами в партийном списке со стороны лидеров партии.
- В регионах, где имеются многочисленные разнородные группы избирателей, может появиться большое число мелких партий, и, таким образом, будет затруднено создание работоспособной коалиции. Однако использование избирательных квот может уменьшить эту проблему.
- Система распределения голосов зачастую непонятна плохо информированным избирателям, и это может сделать систему пропорционального представительства непопулярной.